# ドイツ連邦「自然・環境保護の連邦首都」コンテスト
ドイツ連邦「自然・環境保護の連邦首都」コンテスト（ドイツれんぽう しぜん・かんきょうほごのれんぽうしゅと コンテスト、略称 ドイツの環境首都コンテスト）は、ドイツの市町村のなかから、自然保護や環境保護の分野において優れた行政活動を行なっている自治体を選出するコンテスト。高得点の評価を得た自治体は「環境首都」として認定された。

## 概要
ドイツのNGOであるドイツ環境支援協会(Deutsche Umwelthilfe e.V. )が主催し、1989年から1998年まで9回にわたって開催。環境分野における市町村の取り組みを競い合わせ、総合的に評価することで、環境行政に対する関心を高めることを目的として実施された。
コンテストでは、交通、農林業、河川、廃棄物などの各分野について設定された調査票が配布され、それぞれの市町村はこの調査票に答えるかたちでコンテストに参加する。第1回から第9回まで、参加した市町村は延べ1,356にのぼる。

## 環境首都に選ばれた自治体
1989年：エアランゲン市（Erlangen）
1991年：エアランゲン市、ネッテルスハイム村　
1992年：フライブルク市（Freiburg）　
1993年：ネッテルスハイム村　
1994年：エッカーンフェルデ市　
1995年：バート・エインハウゼン市（自然保護部門首都）　
1996年：ハイデルベルク市（Heidelberg）　
1997年：ミュンスター市（Münster）（温暖化防止部門首都）　
1998年：ハム市

## 日本への影響
ドイツのコンテストを範として、日本でも環境首都コンテスト全国ネットワークが結成され、2001年度より持続可能な地域社会をつくる日本の環境首都コンテストが毎年実施されている。